# (3469) Булгаков
(3469) Булгаков (лат. Bulgakov) — типичный астероид главного пояса, открыт 21 октября 1982 года советским астрономом Людмилой Карачкиной в Крымской астрофизической обсерватории и 11 июля 1987 года назван в честь советского писателя Михаила Булгакова.

## Обнаружение и именование
(3469) Булгаков
Открыт 21 октября 1982 года в Научном Л. Г. Карачкиной.
Назван в память о советском писателе и драматурге Михаиле Афанасьевиче Булгакове (1891—1940).
Оригинальный текст (англ.)3469 Bulgakov
Discovered 1982-10-21 by Karachkina, L. G. at Nauchnyj.
Named in memory of Mikhail Afanasevich Bulgakov (1891—1940), Soviet writer and dramatist.
Источники: DISCOVERY.DB; M.P.C. 12017.

## Орбита

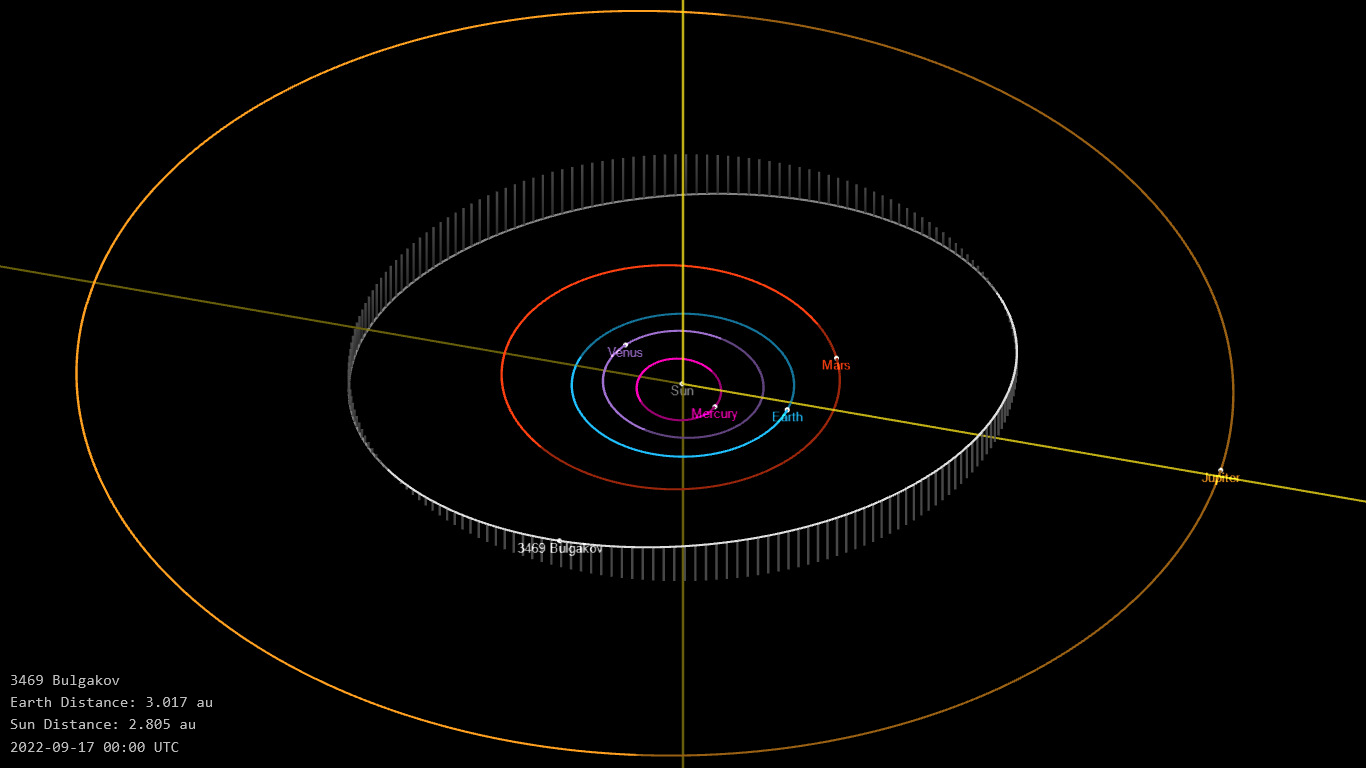
Орбита астероида Булгаков и его положение в Солнечной системе

## Физические характеристики
Астероид относится к таксономическому классу K.
По результатам наблюдений в видимом и ближнем инфракрасном диапазоне космического телескопа NEOWISE и наблюдений в инфракрасном диапазоне спутника Akari диаметр астероида сначала оценивался равным 20,271±0,147 км, позже — 23,74±0,51 км, 25,48±0,49 км и 18,861±0,250 км. Согласно тем же источникам альбедо оценивается как 0,1721±0,0306, 0,128±0,006, 0,108±0,007 и 0,198±0,054.